# 大石育美
大石 育美（おおいし いくみ、9月30日 - ）は、日本の女性声優、女優。以前はアズリードカンパニーに所属していた。静岡県出身。血液型はA型。

## 出演作品

### テレビアニメ
- ファイテンション☆テレビ内短編アニメ『朝バナ子ちゃんダイエット川柳』（朝バナ子ちゃん）（テレビ東京）

### 吹き替え
- HOAX（ニーナ）
- 名探偵ポワロ DVDコレクション第6号・スタイルズ荘の怪事件（シンシア）（デアゴスティーニ・ジャパン）

### ゲーム
- CROSS†CHANNEL（みゆき）（Xbox 360）

### テレビ
- ゲームの肝（レギュラーレポーター）（テレビ神奈川、平成10年12月より平成11年2月まで）
- ザ・ジャッジ! 〜得する法律ファイル（再現VTR）（CX）
- 特命リサーチ200X（再現VTR）（NTV系）
- 探偵学園Q（第1話・メイド役）（NTV系）
- 世界バリバリ★バリュー（再現VTR）（MBS）
- サラリーマン金太郎2（第3話・声の出演）（EX）

### CM
※以下に関するラジオCM。
- au by KDDI
- 富士急ハイランド
- エイブル

### 歌唱
- 携帯ショップ桃太郎テーマソング

### 舞台
- 助川総合病院（中野美奈子）（イオグス）
- 甘辛探偵（探偵助手）（イオグス）
- 気分はスウィートルーム（新婦・マッサージ師）（ジェイクリップ）
- 気分はスウィートルーム2（従業員・きらら）（ジェイクリップ）
- 同情するならハンコくれ!（教習所職員）（演とらVol.1）
- ネッドラグ・ドナス（ユウ）（D.C.M.）
- Photograph（柴崎恵）（J-Produce）